# Meat Puppets
A Meat Puppets nevű amerikai rockegyüttes 1980-ban alakult meg az arizonai Phoenixben. Első kislemezükön, az "In the Car"-on és az első nagylemezükön még hardcore punkot játszottak, de a későbbiekben már alternatív rockra, cowpunkra, progresszív punkra és alternatív country-ra váltottak. Pályafutásuk alatt többször is feloszlottak.
Tagjai: Curt Kirkwood (ének, gitár), Cris Kirkwood (basszusgitár, vokál) és Shandon Sahm (dobfelszerelés).
Jelentős hatással voltak olyan együttesekre, mint a Nirvana, a Soundgarden, a Dinosaur Jr. és a Pavement.

## Diszkográfia
- Meat Puppets (1982)
- Meat Puppets II (1984)
- Up on the Sun (1985)
- Out My Way (1986)
- Mirage (1987)
- Huevos (1987)
- Monsters (1989)
- Forbidden Places (1991)
- Too High to Die (1994)
- No Joke! (1995)
- Golden Lies (2000)
- Rise to Your Knees (2007)
- Sewn Together (2009)
- Lollipop (2011)
- Rat Farm (2013)
- Dusty Notes (2019)